# 岡山大鵬薬品
岡山大鵬薬品株式会社（おかやまたいほうやくひん）は医薬品等の製造・販売を行う大鵬薬品工業の子会社である。
設立日は親会社の大鵬薬品工業よりも古い1943年8月26日で、設立当初は心泉医薬株式会社であった。その後、1990年に大鵬薬品工業の完全子会社となり、1992年に現在の商号に変更されている。
医療用医薬品の製造が主だが、ニチバンが発売する一部のOTC医薬品の受託製造も行っており、2020年からは親会社の大鵬薬品工業が発売する栄養ドリンク剤の「チオビタドリンク」シリーズの100ml製品の受託製造も行っている。

## 沿革
- 1943年8月 - 心泉医薬株式会社設立。当初は東京都新宿区に本社を置いていた。
- 1975年6月 - 本社・工場を東京都青梅市へ移転
- 1984年11月 - 本社・工場を現所在地である岡山県備前市に移転
- 1990年9月 - 大鵬薬品工業株式会社の完全子会社となる
- 1992年8月 - 商号を岡山大鵬薬品株式会社に改称
- 1999年9月 - OTC医薬品専用工場を完成
- 2006年3月 - 第一種医薬品製造販売業認可を取得
- 2006年11月 - ISO14001認証取得
- 2017年1月 - 大鵬薬品工業の還元型葉酸製剤「ユーゼル」のAG（オーソライズドジェネリック）である『ホリナート錠「タイホウ」』を発売。
- 2017年6月 - 大鵬薬品工業の代謝拮抗剤「ティーエスワン」のAGである「エスワンタイホウ配合錠OD錠」を発売。
- 2020年1月 - 大鵬薬品工業の主力製品の一つである「チオビタドリンク」シリーズの100ml製品の受託製造を開始

## 製造品目

### 医療用医薬品
- MS冷シップ「タイホウ」 - 鎮痛・消炎冷感パップ剤/サリチル酸メチル配合外用剤（販売元:大鵬薬品工業/三笠製薬、発売元:テイカ製薬）
- MS温シップ「タイホウ」 - 鎮痛・消炎温感パップ剤/サリチル酸メチル・トウガラシエキス配合外用剤（販売元:大鵬薬品工業/三笠製薬/帝国製薬）
- フェルビナクパップ70mg「タイホウ」 - 経皮鎮痛消炎剤/日本薬局方フェルビナクパップ（販売元:大鵬薬品工業）※2019年12月に「フェルナビオンパップ」の販売名を一般的名称へ変更
- ロキソプロフェンナトリウムテープ50mg「タイホウ」 - 経皮吸収型鎮痛・抗炎症剤/ロキソプロフェンナトリウム水和物貼付剤（販売元:大鵬薬品工業）
- ロキソプロフェンナトリウムテープ100mg「タイホウ」 - 経皮吸収型鎮痛・抗炎症剤/ロキソプロフェンナトリウム水和物貼付剤（販売元:大鵬薬品工業）
- メサデルムクリーム0.1% - 外用副腎皮質ホルモン剤/デキサメタゾンプロピオン酸エステルクリーム剤（販売元:大鵬薬品工業）
- メサデルム軟膏0.1% - 外用副腎皮質ホルモン剤/デキサメタゾンプロピオン酸エステル軟膏剤（販売元:大鵬薬品工業）
- メサデルムローション0.1% - 外用副腎皮質ホルモン剤/デキサメタゾンプロピオン酸エステルローション剤（販売元:大鵬薬品工業）
- ホリナート錠25mg「タイホウ」 - 還元型葉酸製剤/ホリナートカルシウム錠（販売提携:大鵬薬品工業）
- エスワンタイホウ錠配合OD錠T20/T25 - 代謝拮抗剤/テガフール・ギメラシル・オラテシルカルシウム配合 有核型口腔内崩壊錠（販売提携:大鵬薬品工業）

### OTC医薬品
- ロイヒクリーム フェルビ【第2類医薬品】（販売元:ニチバン）